# Лэндер, Эрик
Эрик Лэндер (англ. Eric Lander; род. 3 февраля 1957, Бруклин, Нью-Йорк) — американский математик и генетик, профессор MIT, член Национальной академии наук США (1997). Труды в основном посвящены биоинформатике, геномике и генетике. Лауреат многих престижных премий.

## Биография
Окончил Принстонский университет (бакалавр, 1978). Степень доктора философии получил в Оксфордском университете в 1980 году. С 1986 года работает в Массачусетском технологическом институте.
Со второй половины 1980-х годов занимается дешифровкой генома человека вместе с Дэвидом Ботштейном и применением её результатов в медицине. Один из руководителей проекта «Геном человека». Его группа секвенировала треть генома человека.
Также важным результатом исследований является молекулярная таксономия раковых заболеваний.
Член Американской академии искусств и наук (1999).

## Награды и отличия
- Стипендия Мак-Артура (1987)[4]
- Премия Диксона по медицине (1997)
- Robert J. and Claire Pasarow Foundation Medical Research Award[англ.] (1997)
- Max Delbrück Medal[англ.] (2001)
- Международная премия Гайрднера (2002)
- Лекция Джона фон Неймана (2002)
- Гиббсовская лекция (2004)
- AAAS Public Understanding of Science and Technology Award (2004)
- Премия медицинского центра Олбани (2010)
- Премия Харви (2012)
- Премия Дэна Дэвида (2012)
- Mendel Medal, Genetics Society[англ.] (2012)
- Премия за прорыв в области медицины (2013)
- AAAS Philip Hauge Abelson Prize[англ.] (2015)
- William Allan Award[англ.], Американское общество генетики человека (2018)